# Splodgenessabounds
Splodgenessabounds ist eine britische Punkrock-Band aus dem Süden Londons. 

## Geschichte
Die Debütplatte der Band hieß „Simon Templer“/“Two Pints Of Lager And A Packet Of Crisps Please”. Die B-Seite wurde der bekanntere Part und sollte zum Namen einer BBC-Sitcom werden. Die A-Seite war eine aufgepeppte Titelmelodie der TV-Serie The Saint. Nach diesem ersten Top-10-Erfolg gelang ihnen mit einer neuen Version des Rolf-Harris-Hits „Two Little Boys“ aus dem Jahr 1969 noch ein weiterer Top-40-Hit.
Im Jahr 2006 erschien die Band erneut im britischen Fernsehen, als sie in einer TV-Show von Harry Hill gemeinsam mit Gene Simmons von Kiss auftraten.

## Stil
Das Touch and Go-Fanzine bezeichnete die Musik der Debütsingle der Band als „clownesken Sound, (...) eine Mischung aus den Faxen von Madness und der Absurdität der Revillos“, die aber keinen nachhaltigen Effekt auf den Hörer habe.

## Diskografie

### Alben
- 1981: Splodgenessabounds (Deram)
- 1982: In Search Of The Seven Golden Gussetts (Razor Records)
- 1988: Live And Loud!! (Livealbum, Link Records)
- 1991: A Nightmare On Rude Street (Receiver Records)
- 2000: I Don't Know (Knock Out Records)
- 2001: The Artful Splodger (Captain Oi! Records)

### Singles
| Jahr | Titel Album                        | Höchstplatzierung, Gesamtwochen, AuszeichnungChartsChartplatzierungen (Jahr, Titel, Album, Platzierungen, Wochen, Auszeichnungen, Anmerkungen) | Anmerkungen                                                                            |
| Jahr | Titel Album                        | UK | Anmerkungen                                                                            |
| ---- | ---------------------------------- | --- | -------------------------------------------------------------------------------------- |
| 1980 | Simon Templer Splodgenessabounds   | UK7 (8 Wo.)UK | B-Seite: Two Pints Of Lager And A Packet Of Crisps Please, Michael Booth’s Talking Bum |
| 1980 | Two Little Boys Splodgenessabounds | UK26 (7 Wo.)UK | B-Seite: Horse, Sox, Butterfly                                                         |
| 1981 | Cowpunk Medlum                     | UK69 (2 Wo.)UK | B-Seite: Brown Paper, Have You Got a Light Boy?, Morning Milky                         |

### Videoalben
- 2005: Two Pints of Lager and a Packet of Crisps Please